# Estación de Cercanías
La Estación de Cercanías (en catalán: Estació de Rodalia) fue una estación de ferrocarril de Barcelona propiedad de RENFE. Estaba situada de forma contigua a la Estación de Francia y era la terminal de la línea Barcelona-Mataró-Massanet. Funcionó hasta que el ramal de Marina fue desmantelado, antes de los Juegos Olímpicos de Barcelona 1992.

## Historia
La Estación de Cercanías era la terminal de la línea que unía Barcelona y Mataró, la primera línea de ferrocarril de la península ibérica. La estación entró en servicio para sustituir la antigua terminal, que se ubicaba en la misma zona y que se había inaugurado el 28 de octubre de 1848.
A partir del 31 de mayo de 1989 se empezó a desmantelar el llamado ramal de Marina, esto es, el tramo que unía la Estación de Sant Adrià de Besòs con la Estación de Cercanías de Barcelona, incluyendo también las estaciones de Poblenou y Bogatell. El objetivo era eliminar las vías que impedían abrir la ciudad al mar, y poder edificar así la Villa Olímpica.